# 섬광 소녀
섬광 소녀(闪光少女, Our Shining Days)는 중국에서 제작된 왕염 감독의 2017년 드라마, 코미디, 멜로/로맨스 영화이다. 서로 등이 주연으로 출연하였다.

## 출연

### 주연
- 서로
- 팽욱창

### 조연
- 유영희
- 로조화
- 락명할
- 진혁신